# Rajd Elmot

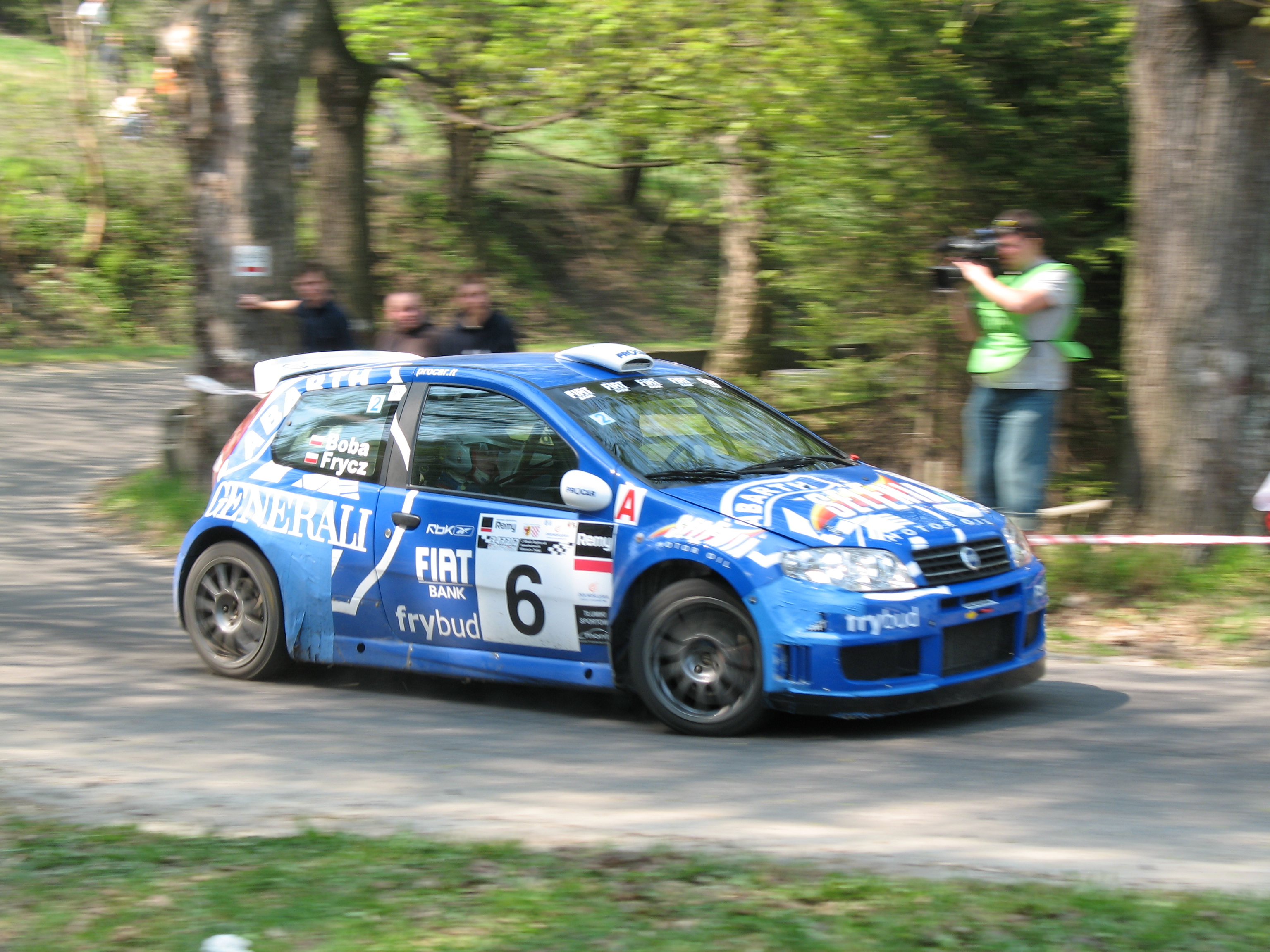
Załoga Frycz/Boba (Fiat Punto S1600) na trasie 34. Rajdu Elmot

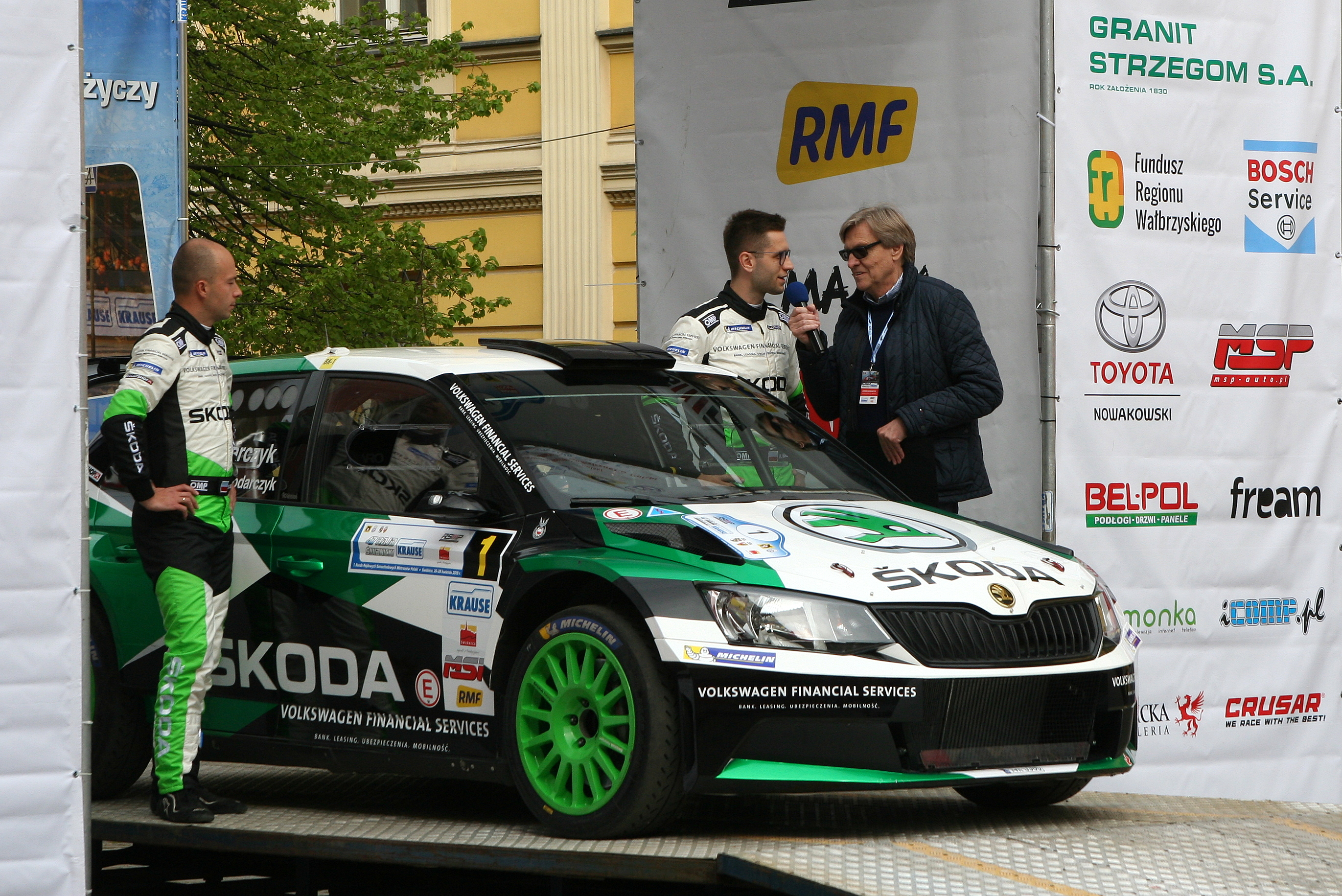
Zwycięzca rajdu w roku 2019 Mikołaj Marczyk

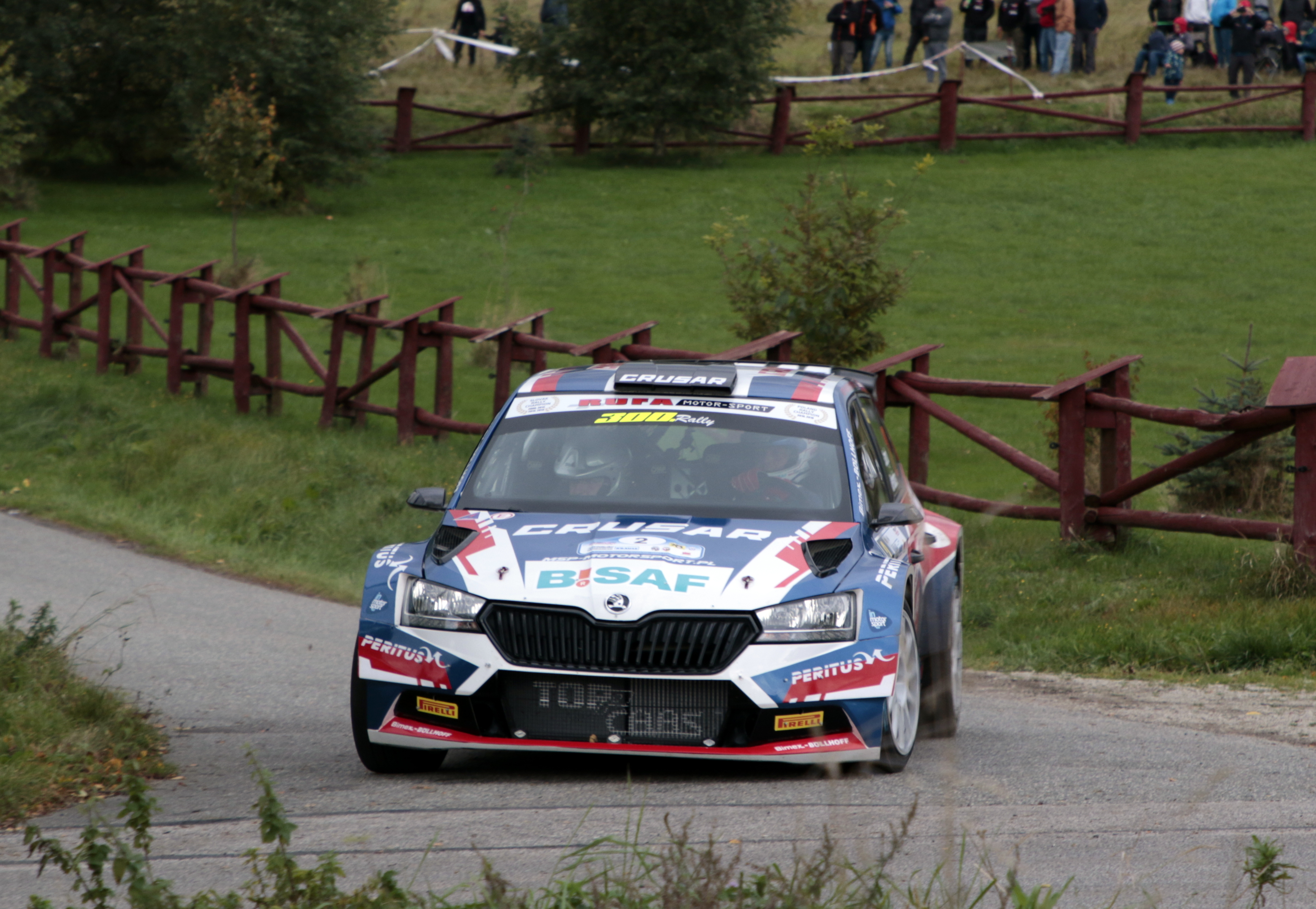
Zwycięzca 48. Rajdu Świdnickiego Krause w roku 2020 Grzegorz Grzyb

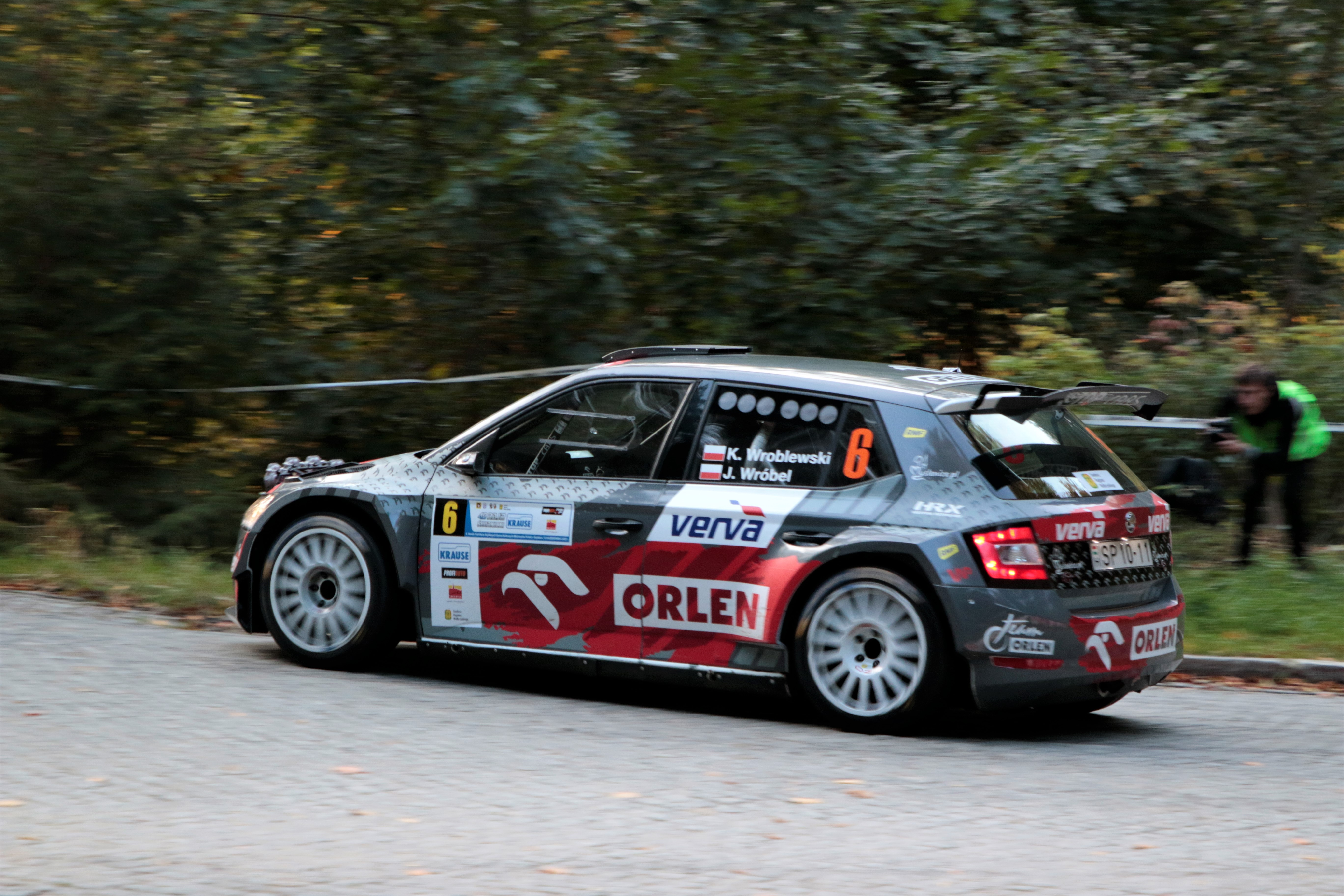
Kacper Wróblewski podczas Rajdu Świdnickiego 2021, była to jego pierwsza wygrana w RSMP

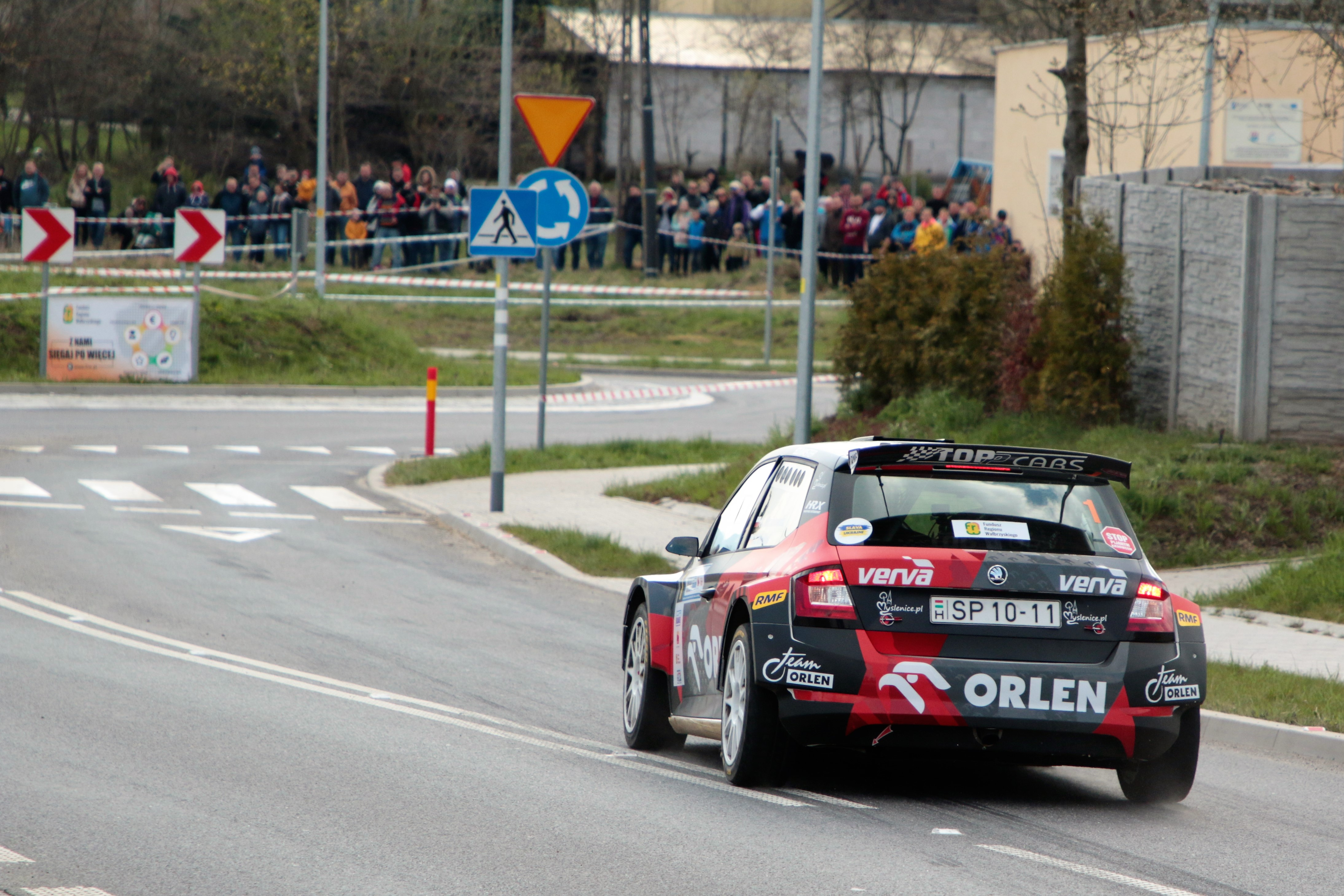
Rajd Świdnicki 2022 ponownie wygrywa Kacper Wróblewski kierując Škodą Fabią Rally2 evo

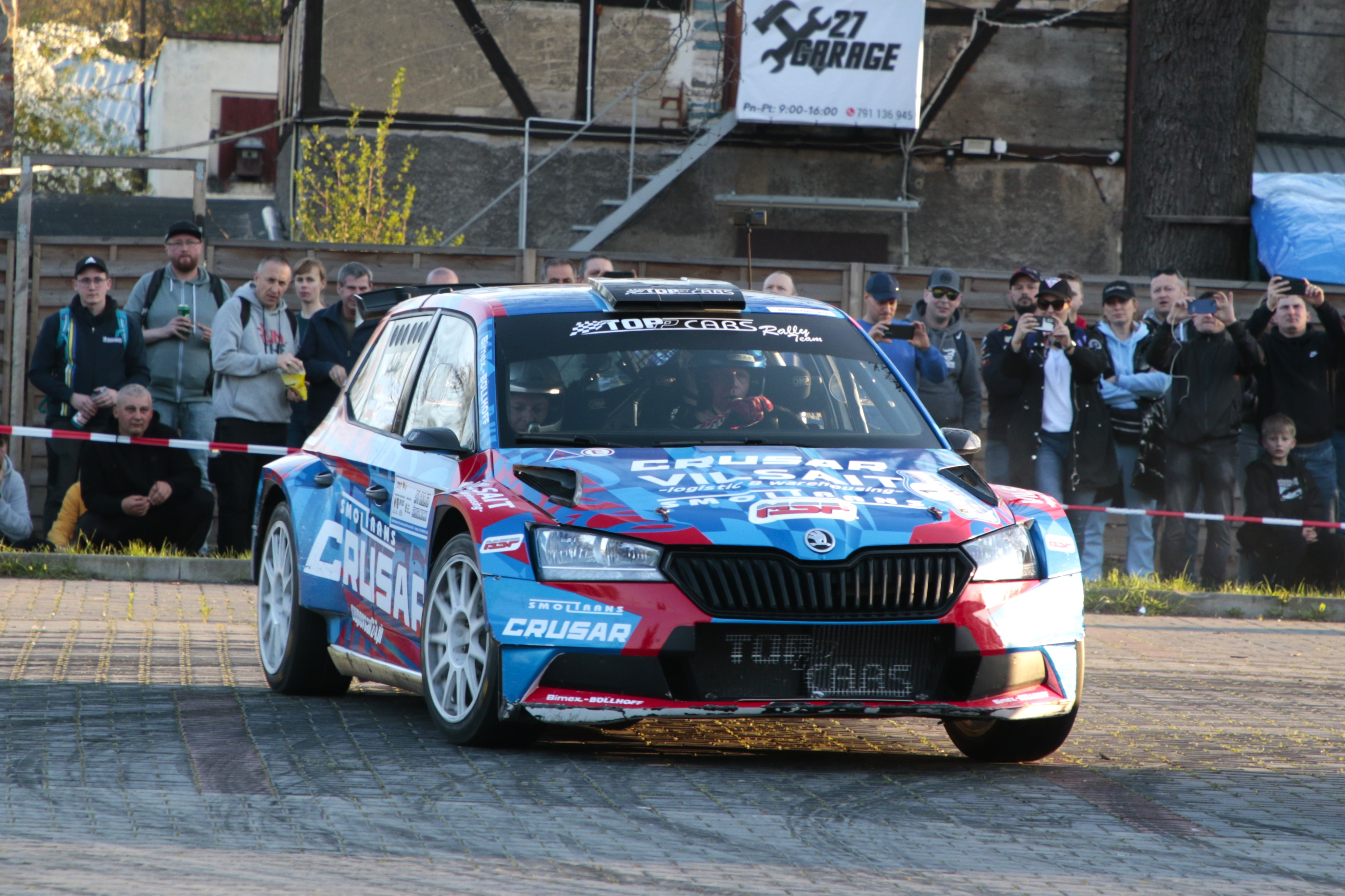
Grzegorz Grzyb w roku 2023 wygrał Rajd Świdnicki po raz piąty

Rajd Elmot (Rajd Świdnicki-Krause) – polski rajd samochodowy istniejący od 1972 roku, runda Rajdowych samochodowych mistrzostw Polski.

## Historia
Pierwsza edycja Rajdu Elmot odbyła się w 22 października 1972 roku i miała charakter rajdu popularnego. W 1974 impreza stała się rundą Mistrzostw Okręgu Dolnego Śląska, a dwa lata później eliminacją Mistrzostw Polski Strefy Południowo-Zachodniej, by po kolejnych dwóch latach, w 1978 roku, stać się III Rundą Rajdowych Samochodowych Mistrzostw Polski.
Warty do zanotowania jest fakt, że w 1980 roku zorganizowane dwie edycje Rajdu, jako I i X rundy RSMP. Rok później, w wyniku kryzysu paliwowego, Rajd Elmot był jedyną eliminacją cyklu Mistrzostw Polski. Następnie, po dwóch latach nieobecności, w 1984 roku rajd na stałe powrócił do grona rund RSMP. W latach 1998–1999 impreza była ponadto eliminacją Mistrzostw Europy o najniższym współczynniku trudności.
W 2011 roku Rajd Elmot zmienił tradycyjną nazwę na Rajd Świdnicki-Krause.
Pierwszym dyrektorem rajdu był Andrzej Dobosz, w latach 1972–1995, drugim Ryszard Krawczyk, w latach 1996–1999, i ostatnim od roku 2000 Roman Grygianiec.
Przez sytuację pandemiczną w roku 2020 oraz 2021 rajd został przełożony na pierwsze dni października.

## Trasa
Rajd przebiega po szybkich i technicznych, asfaltowych trasach Gór Sowich. Termin rozgrywania imprezy (zazwyczaj ostatni weekend kwietnia) powoduje, że często przebiega ona w deszczowej atmosferze. Bazą rajdu przez większość edycji jest Świdnica.

## Zwycięzcy[5][6]
| Rok  | Nazwa rajdu               | Kierowca             | Pilot                 | Samochód                    | Kategoria  |
| ---- | ------------------------- | -------------------- | --------------------- | --------------------------- | ---------- |
| 1972 | 1. Rajd Elmot             | Stefan Saliński      | Marian Kielar         | Syrena 104                  |            |
| 1973 | 2. Rajd Elmot             | Stefan Saliński      | Ryszard Krawczyk      | Wartburg 353                |            |
| 1974 | 3. Rajd Elmot             |                      |                       |                             |            |
| 1975 | 4. Rajd Elmot             | Stefan Saliński      | Henryk Krakowczyk     | Wartburg 353                |            |
| 1976 | 5. Rajd Elmot             | Ryszard Kopczyk      | Henryk Fabiański      | Porsche 912                 |            |
| 1977 | 6. Rajd Elmot             | Ryszard Kopczyk      | Henryk Fabiański      | Polski Fiat 125p            |            |
| 1978 | 7. Rajd Elmot             | Maciej Stawowiak     | Ryszard Żyszkowski    | Fiat 125p 1600 Monte Carlo  | RSMP       |
| 1979 | 8. Rajd Elmot             | Błażej Krupa         | Piotr Mystkowski      | Renault 5 Alpine            | RSMP       |
| 1980 | 9. Rajd Elmot             | Bogdan Wozowicz      | Witold Wozowicz       | Łada 2105                   | RSMP       |
| 1980 | 10. Rajd Elmot            | Maciej Stawowiak     | Ryszard Żyszkowski    | Polonez 2000                | RSMP       |
| 1981 | 11. Rajd Elmot            | Tomasz Ciecierzyński | Jacek Różański        | Polonez 2000                | RSMP       |
| 1984 | 12. Rajd Elmot            | Marian Bublewicz     | Ryszard Żyszkowski    | Polonez 2000 Turbo          | RSMP       |
| 1985 | 13. Rajd Elmot            | Andrzej Koper        | Krzysztof Gęborys     | Renault 11 Turbo            | RSMP       |
| 1986 | 14. Rajd Elmot            | Marian Bublewicz     | Ryszard Żyszkowski    | Polonez 2000 Turbo          | RSMP       |
| 1987 | 15. Rajd Elmot            | Marian Bublewicz     | Ryszard Żyszkowski    | Polonez 2000                | RSMP       |
| 1988 | 16. Rajd Elmot            | Andrzej Koper        | Krzysztof Gęborys     | Renault 11 Turbo            | RSMP       |
| 1989 | 17. Rajd Elmot            | Andrzej Koper        | Krzysztof Duniec      | Renault 11 Turbo            | RSMP       |
| 1990 | 18. Rajd Elmot            | Andrzej Koper        | Maciej Wisławski      | Volkswagen Golf GTI 16V     | RSMP       |
| 1991 | 19. Rajd Elmot            | Marian Bublewicz     | Ryszard Żyszkowski    | Ford Sierra RS Cosworth     | RSMP       |
| 1992 | 20. Rajd Elmot            | Marian Bublewicz     | Ryszard Żyszkowski    | Ford Sierra RS Cosworth     | RSMP       |
| 1993 | 21. Rajd Elmot            | Paweł Przybylski     | Krzysztof Gęborys     | Toyota Celica GT-Four       | RSMP       |
| 1994 | 22. Rajd Elmot            | Robert Herba         | Artur Skorupa         | Nissan Sunny GTi-R          | RSMP       |
| 1995 | 23. Rajd Elmot            | Paweł Przybylski     | Krzysztof Gęborys     | Ford Escort RS Cosworth     | RSMP       |
| 1996 | 24. Rajd Elmot            | Krzysztof Hołowczyc  | Maciej Wisławski      | Toyota Celica 4WD           | RSMP       |
| 1997 | 25. Rajd Elmot            | Janusz Kulig         | Jarosław Baran        | Renault Mégane Maxi Kit Car | RSMP       |
| 1998 | 26. Rajd Elmot            | Janusz Kulig         | Jarosław Baran        | Renault Mégane Maxi Kit Car | ERC2, RSMP |
| 1999 | 27. Rajd Elmot            | Krzysztof Hołowczyc  | Jean-Marc Fortin      | Subaru Impreza WRC          | ERC2, RSMP |
| 2000 | 28. Rajd Elmot            | Janusz Kulig         | Jarosław Baran        | Ford Focus WRC              | RSMP       |
| 2001 | 29. Rajd Elmot            | Janusz Kulig         | Jarosław Baran        | Ford Focus WRC              | RSMP       |
| 2002 | 30. Rajd Elmot            | Janusz Kulig         | Jarosław Baran        | SEAT Córdoba WRC E3         | RSMP       |
| 2003 | 31. Rajd Elmot            | Leszek Kuzaj         | Magdalena Lukas       | Subaru Impreza WRC          | RSMP       |
| 2004 | 32. Rajd Elmot            | Leszek Kuzaj         | Maciej Szczepaniak    | Subaru Impreza WRX STi      | RSMP       |
| 2005 | 33. Rajd Elmot-Remy       | Michał Bębenek       | Grzegorz Bębenek      | Mitsubishi Lancer Evo VIII  | RSMP       |
| 2006 | 34. Rajd Elmot-Remy       | Leszek Kuzaj         | Maciej Szczepaniak    | Subaru Impreza N12          | RSMP       |
| 2007 | 35. Rajd Elmot-Remy       | Kajetan Kajetanowicz | Maciej Wisławski      | Mitsubishi Lancer Evo IX    | RSMP       |
| 2008 | 36. Rajd Elmot-Remy       | Bryan Bouffier       | Xavier Panseri        | Peugeot 207 S2000           | RSMP       |
| 2009 | 37. Rajd Elmot-Krause     | Kajetan Kajetanowicz | Jacek Rathe           | Subaru Impreza N14          | RSMP       |
| 2010 | Krause 38. Rajd Elmot     | Tomasz Kuchar        | Daniel Dymurski       | Peugeot 207 S2000           | RSMP       |
| 2011 | 39. Rajd Świdnicki-Krause | Bryan Bouffier       | Xavier Panseri        | Peugeot 207 S2000           | RSMP       |
| 2012 | 40. Rajd Świdnicki-Krause | Kajetan Kajetanowicz | Jarosław Baran        | Subaru Impreza N16          | RSMP       |
| 2013 | 41. Rajd Świdnicki-Krause | Kajetan Kajetanowicz | Jarosław Baran        | Subaru Impreza R4           | RSMP       |
| 2014 | 42. Rajd Świdnicki-Krause | Wojciech Chuchała    | Sebastian Rozwadowski | Ford Fiesta R5              | RSMP       |
| 2015 | 43. Rajd Świdnicki-Krause | Grzegorz Grzyb       | Robert Hundla         | Ford Fiesta R5              | RSMP       |
| 2016 | 44. Rajd Świdnicki-Krause | Grzegorz Grzyb       | Robert Hundla         | Ford Fiesta R5              | RSMP       |
| 2017 | 45. Rajd Świdnicki-Krause | Filip Nivette        | Kamil Heller          | Ford Fiesta R5              | RSMP       |
| 2018 | 46. Rajd Świdnicki-Krause | Grzegorz Grzyb       | Robert Hundla         | Škoda Fabia R5              | RSMP       |
| 2019 | 47. Rajd Świdnicki-Krause | Mikołaj Marczyk      | Szymon Gospodarczyk   | Škoda Fabia R5              | RSMP       |
| 2020 | 48. Rajd Świdnicki-Krause | Grzegorz Grzyb       | Michał Poradzisz      | Škoda Fabia Rally2 evo      | RSMP       |
| 2021 | 49. Rajd Świdnicki-Krause | Kacper Wróblewski    | Jakub Wróbel          | Škoda Fabia Rally2 evo      | RSMP       |
| 2022 | 50. Rajd Świdnicki-Krause | Kacper Wróblewski    | Jakub Wróbel          | Škoda Fabia Rally2 evo      | RSMP       |
| 2023 | 51. Rajd Świdnicki        | Grzegorz Grzyb       | Adam Binięda          | Škoda Fabia Rally2 evo      | RSMP       |
| 2024 | 52. Rajd Świdnicki        | Mikołaj Marczyk      | Szymon Gospodarczyk   | Škoda Fabia RS Rally2       | RSMP       |
| 2025 | 53. Rajd Świdnicki        | Jakub Matulka        | Damian Syty           | Škoda Fabia RS Rally2       | RSMP       |

- ERC – Rajdowe Mistrzostwa Europy (liczba oznacza współczynnik rajdu)
- RSMP – Rajdowe Samochodowe Mistrzostwa Polski